# 대한민국 임시정부 환국기념 23인 필묵
대한민국 임시정부 환국기념 23인 필묵은 서울특별시 동작구 숭실대학교 한국기독교박물관에 있는, 김구, 이시영 등 대한민국 임시정부 23인이 광복 이후 환국 하루 전인 1945년 11월 4일 저녁에 중국 충칭(重慶)에서 자신들의 감회, 포부, 이념 등을 필적으로 남긴 것이다. 2019년 6월 5일 대한민국의 국가등록문화재 제754호로 지정되었다.

## 개요
김구, 이시영 등 대한민국 임시정부 23인이 광복 이후 환국 하루 전인 1945년 11월 4일 저녁에 중국 충칭(重慶)에서 자신들의 감회, 포부, 이념 등을 필적으로 남긴 것이다. 근현대사에서 중요한 위치를 지니고 있는 인물들이 조국의 현실과 미래에 대해 각자 품고 있던 뜻과 의지를 필적을 통해 표현하고 있어 그들이 근본적으로 품고 있었던 의식과 사상을 살펴볼 수 있는 중요한 자료다

## 같이 보기
- 김구
- 이시영

## 참고 자료
- 대한민국 임시정부 환국기념 23인 필묵 - 국가유산청 국가유산포털